# Vol Kenya Airways 431
Le 30 janvier 2000, le vol Kenya Airways 431, un vol international régulier, assuré par un Airbus A310 et reliant Abidjan, en Côte d'Ivoire, à Nairobi, au Kenya, avec une escale prévue à Lagos, au Nigeria, s’est écrasé en mer à 21 h 09 (UTC), peu après son décollage de l'aéroport international Félix-Houphouët-Boigny. Il y avait 179 personnes à bord, dont 169 passagers et 10 membres d’équipage. Seuls 10 passagers ont survécu à la catastrophe.
Avec un bilan de 169 morts, cet accident aérien est le plus meurtrier impliquant un Airbus A310, ainsi que le plus meurtrier survenu en Côte d'Ivoire. Il s'agit à la fois du premier accident mortel impliquant un appareil de Kenya Airways, mais aussi du plus meurtrier de l'histoire de la compagnie aérienne.
Une enquête a été menée par une commission d'enquête du gouvernement ivoirien, avec l'aide du Bureau d'enquêtes et d'analyses pour la sécurité de l'aviation civile (BEA) français. Elle a conclu que l'accident a été causé par une réaction inappropriée de l'équipage à la suite du déclenchement d'une fausse alarme de décrochage. À la suite de l'accident, le BEA a émis plusieurs recommandations pour une meilleure formation des pilotes en matière de gestion d'une fausse alarme de décrochage. Au cours de l'enquête, le BEA avait également pris connaissance de nouvelles procédures liées à la sortie d'un décrochage, précisant que ces procédures seraient incluses dans les futurs manuels d'exploitation de vol.

## Avion et équipage

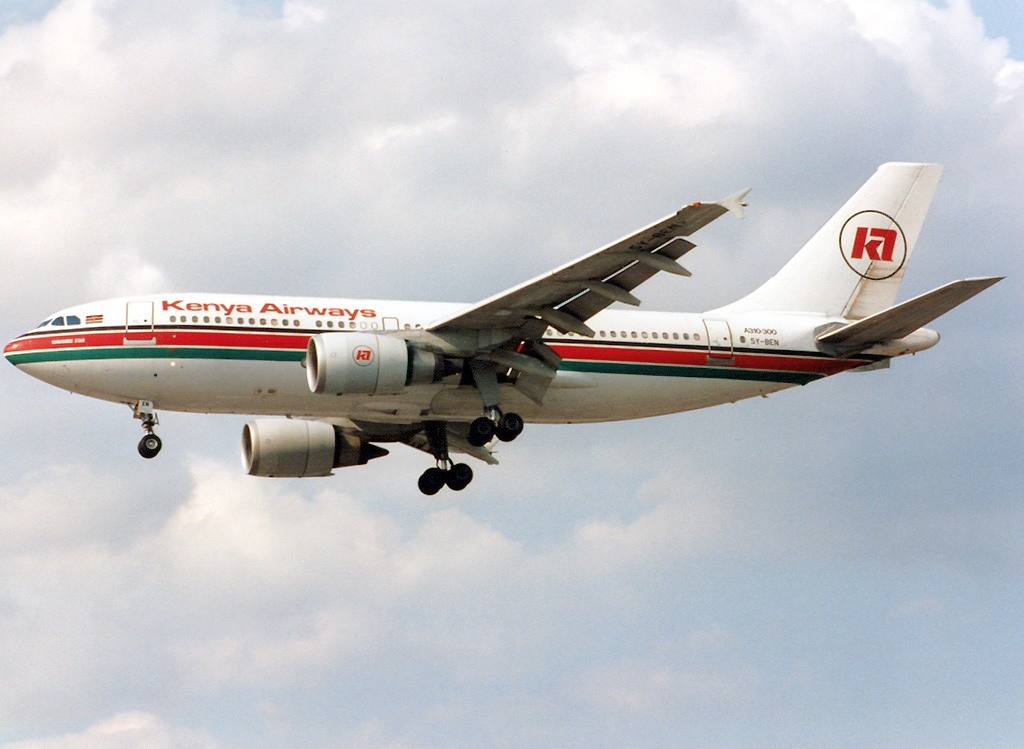
L'appareil impliqué dans l'accident, dans une livrée précédente, ici à l'aéroport de Londres-Heathrow en août 1994.

L'appareil impliqué dans l'accident était un Airbus A310-304, immatriculé 5Y-BEN (numéro de série 426) et nommés « Harambee Star ». Il est entré en service chez la compagnie aérienne nationale kényane, Kenya Airways en septembre 1986, et totalisait 58 115 heures de vol au moment de l'accident. Il était propulsé par deux turboréacteurs à double flux de type General Electric CF6-80C2A2. 
Le commandant de bord était Paul Muthee (44 ans), un pilote expérimenté qui totalisait 11 636 heures de vol au moment de l'accident, dont 1 664 heures sur Airbus A310. Il a reçu sa qualification pour voler sur A310 le 10 août 1986 et était également qualifié sur Boeing 737-300, Boeing 737-200, Fokker F50 et Fokker F27. Le copilote était Lazaro Mutumbi Mulli (43 ans), qui totalisait 7 295 heures de vol à son actif, dont 5 768 sur A310. Il était le pilote aux commandes lors du décollage d'Abidjan. Les deux pilotes avaient déjà effectué quatre atterrissages et quatre décollages aux commandes d'un A310 à l'aéroport d'Abidjan.

## Circonstances
Le vol 431 de Kenya Airways, parti de Nairobi, au Kenya, devait initialement faire une escale à Lagos, au Nigeria, avant de poursuivre jusqu'à Abidjan, en Côte d'Ivoire. En raison de mauvaises conditions météorologiques causé par l'harmattan, soufflant vers le sud depuis le Sahara, qui ont rendu le ciel au-dessus de Lagos inhabituellement brumeux ce jour-là, l'aéroport nigérian a alors interrompu l'ensemble des atterrissages et des décollages.
L'A310 a donc dû poursuivre sa route directement jusqu'à Abidjan. Les conditions météorologiques présentes en Côte d’Ivoire étant également mauvaises, l'appareil a dû patienter durant trois heures avant de reprendre les airs en direction de Lagos, à 21h08 (UTC).
Quelques secondes après le décollage, au moment où le copilote, alors pilote aux commandes, demande que le train d'atterrissage soit rentré, l'alarme de décrochage retentit dans le cockpit. En réponse, l'équipage place l'avion dans une descente contrôlée, avec le train d'atterrissage qui reste sorti. Le copilote demande alors au commandant de bord de couper l'alarme. 
L'avertisseur de proximité du sol (GPWS) retentit alors brièvement, bien que le radioaltimètre envoie d'autres alarmes quelques secondes plus tard, coupant immédiatement celle du GPWS. L'alarme principale retentit alors, indiquant que l'avion est en survitesse, à ce moment-là le commandant de bord Muthee crie "remontez", mais l'A310 descendait alors trop rapidement pour permettre une récupération à temps. 
Le vol 431 s'écrase finalement dans l'océan Atlantique, à 2 km à l'est de l'aéroport international Félix-Houphouët-Boigny. La violence de l'impact avec l'océan a complètement détruit l'appareil.

## Recherche et sauvetage
Après le crash du vol 431, les contrôleurs aériens d'Abidjan ont rapidement sonné l'alerte. Elle a été lancée à l'armée de l'air ivoirienne, aux pompiers et aux services de secours de Côte d'Ivoire, aux responsables de l'aéroport et à la gendarmerie française stationnée à l'aéroport. Les pompiers français sont arrivés sur la plage à 21h15. Des hélicoptères et plusieurs avions ont été dépêchés pour rechercher le lieu du crash. La compagnie aérienne a mis en place un centre de crise à l'hôtel InterContinental de Nairobi, tandis que des bateaux de plaisance et des remorqueurs ont participé aux opérations de recherche et de sauvetage. Plusieurs ambulances ont été dépêchées et mises en attente sur un quai à proximité.
Les conditions météo cette nuit-là ont été décrites comme très mauvaises, et la présence de brouillard a davantage entravé les efforts de recherche et de sauvetage. Les courants marins violents dans la zone ont également posé des risques aux plongeurs et au personnel de sauvetage. Les sauveteurs a également dû faire un détour vers le lieu du crash, en raison de l'absence de quai près de la piste de l'aéroport. Les recherches aériennes ont dû être suspendues en raison du mauvais temps. L'intervention tardive des sauveteurs a entraîné la mort de ceux qui avaient initialement survécu au crash. À certains moments, des hélicoptères ont survolé les survivants, mais les sauveteurs n'ont pas réussi à les voir dans la nuit.
Le 31 janvier à minuit, l'un des bateaux de plaisance a signalé une forte odeur de kérosène dans la zone, à l'est de l'aéroport et dans le prolongement de la piste. Un bateau de plaisance a ensuite signalé de grandes quantités de débris et a été immédiatement suivi par les cris des survivants. Le premier survivant a été secouru à 00h20 GMT, et dans les 15 premières minutes, trois autres survivants ont été secourus. Ils ont été immédiatement transportés vers un quai voisin pour des soins supplémentaires. Un passager français a réussi à nager sur 2 km jusqu'au rivage, avant d'être finalement retrouvé par les autorités.  
Les recherches et les secours se sont poursuivis jusqu'à midi le 31 janvier, après que les autorités ont signalé qu'il n'y avait « aucune chance de retrouver d'autres survivants ». Au total, 12 personnes ont été secourus sur le lieu du crash, 70 corps ont également été récupérés sur place. L'opération de récupération a duré du 1er février au 2 mars. Le personnel de recherche et de sauvetage a réussi à récupérer 146 corps, tandis que 23 corps n'ont jamais été retrouvés. Au cours de l'opération, un plongeur kenyan s'est noyé en essayant de récupérer les corps des victimes. 

## Victimes

Plan de la cabine du vol 431, montrant l'emplacement des survivants et de l'équipement présent à bord.

Il y a eu 169 victimes parmi les 179 personnes à bord de l'avion. La plupart des passagers et de l'équipage étaient des Nigérians. Deux des membres d'équipage à bord travaillaient alors pour la KLM Royal Dutch Airlines. Les 169 victimes étaient originaires de 33 pays différents ; la nationalité de l'une d'entre elles ne put être déterminée. 
Voici une liste des nationalités des personnes décédées dans le crash :
| Nationalité             | Nombre |
| ----------------------- | ------ |
| Nigeria                 | 84     |
| Kenya                   | 20     |
| Inde                    | 8      |
| République du Congo     | 5      |
| Ouganda                 | 5      |
| Madagascar              | 4      |
| Sénégal                 | 3      |
| Togo                    | 3      |
| Canada                  | 2      |
| Côte d'Ivoire           | 2      |
| Éthiopie                | 2      |
| France                  | 2      |
| Ghana                   | 2      |
| Iran                    | 2      |
| Mali                    | 2      |
| Pays-Bas                | 2      |
| Philippines             | 2      |
| Rwanda                  | 2      |
| États-Unis              | 2      |
| Zambie                  | 2      |
| Belgique                | 1      |
| Burkina Faso            | 1      |
| Burundi                 | 1      |
| Tchad                   | 1      |
| Gambie                  | 1      |
| Guinée                  | 1      |
| Irlande                 | 1      |
| Liberia                 | 1      |
| Mauritanie              | 1      |
| Espagne                 | 1      |
| Tanzanie                | 1      |
| Zimbabwe                | 1      |
| Niger                   | 1      |
| Total (33 nationalités) | 169    |

Les pêcheurs présent sur les lieux ont extrait de l'eau au moins sept des 10 survivants. Parmi ces survivants, il y avait trois nigérians, un Kenyan, un Gambien, un Indien et un Rwandais. Des douze premiers survivants, deux sont décédés à l'hôpital. Des dix derniers survivants, neuf ont été grièvement blessés et un a été légèrement blessé. Quatre survivants ont subi des brûlures au premier degré, à la suite d'un contact avec le kérosène présent dans l'eau. Les survivants comprenaient deux femmes, une Malgache et une Nigériane, et huit hommes, quatre Nigérians, un Gambien, un Français, un Indien et un Rwandais. Les dix membres d'équipage présents à bord ont tous péri dans l'accident.
Le centre hospitalier universitaire de Treichville, à Abidjan, a examiné les corps des victimes. Le centre a identifié 103 corps et n'a pas pu identifier les 43 autres. Parmi les défunts, les causes de décès suivantes ont été établies : 108 sont morts de blessures polytraumatiques graves, 22 sont morts d'une combinaison de noyade et de blessures polytraumatiques graves, et 15 sont morts uniquement de noyade. L'hôpital n'a pas pu déterminer les blessures subies par l'un des 146 corps. Selon les rapports d'autopsie, une décélération violente ou une action de torsion ou de coupe a entraîné la majeure partie des blessures. Quarante-trois des victimes ont subi des brûlures au premier degré, dues au contact avec le kérosène déversé dans l'eau. Les pilotes sont morts de blessures polytraumatiques ; ils ont également subi des brûlures au premier degré dues au kérosène. 

## Enquête
Le Bureau d'enquêtes et d'analyses pour la sécurité de l'aviation civile (BEA), l'autorité française chargée des enquêtes sur les accidents aériens, a participé à la recherche des enregistreurs de vol. Le Bureau de la sécurité des transports du Canada (BST) a analysé les donnés des deux enregistreurs. Le ministère des Transports de la Côte d'Ivoire a publié le rapport original sur l'accident en français, et le BEA a publié sa version anglaise peu de temps après.
L'enregistreur de paramètres (FDR) a été retrouvé par l'équipe de récupération le 2 février, à une profondeur de 50 m, au milieu de l'épave de l'avion. Le FDR a finalement été envoyé à Ottawa le 21 février, et une lecture de ses donnés a été effectuée trois jours plus tard. L'enregistreur phonique (CVR) a été récupéré le 24 février, dans la même zone où le FDR avait été retrouvé. Il a été envoyé au Canada le jour même. Le CVR a réussi à enregistrer les 30 dernières minutes du vol, et les enquêteurs ont réussi à produire une transcription à partir de la lecture de ses donnés. Le FDR a cependant enregistré des donnés n'ayant aucun rapport avec le vol, et était donc inutilisable.
Le lieu du crash a été cartographié par les autorités du 21 au 24 mars 2001 ; une cartographie sous-marine a été réalisée du 12 au 16 avril 2001. Les débris de l'appareil s'étendait sur une zone de 150 m de large sur 450 m de long, à une profondeur variable entre 40 et 50 m. Ils s'étaient dispersés dans plusieurs directions différentes, en raison des violents courants marins présents dans la zone. Selon les enquêteurs, plusieurs débris, dont la moitié du train d'atterrissage principal et la dérive, ont été récupérés sur les plages à proximité du lieu du crash.

### Conclusion
Le rapport final a été publié environ deux ans après l'accident. Les enquêteurs ont conclu que la cause du crash était la suivante :

« La Commission d'enquête a conclu que la cause de l'accident du vol 431, survenu le 30 janvier 2000, était une collision à grande vitesse avec la surface de la mer, résultant du fait que le pilote aux commandes a appliqué une partie de la procédure standard, en poussant sur le manche vers l'avant pour réduire l'assiette et arrêter le vibreur de manche, à la suite du déclenchement d'une alarme de décrochage pendant la montée, alors que l'appareil n'était pas véritablement en situation de décrochage.
Les éléments suivants ont contribué à l'accident :
- l'action du copilote, alors pilote en fonction, sur le manche de commande a fait rapidement descendre l'avion sans que l'équipage ne s'en rende compte, malgré les annonces du radioaltimètre indiquant la perte d'altitude ;
- l'alarme du GPWS, qui aurait pu alerter l'équipage de l'imminence de l'impact avec la mer, a été masquée par les autres alarmes indiquant le décrochage et la survitesse de l'appareil, conformément aux règles de hiérarchisation des alarmes dans le poste de pilotage ;
- le fait que le décollage se soit effectué au dessus de la mer et de nuit n'a pas permis aux pilotes d'obtenir des références visuelles extérieures, qui leur aurait permis de se rendre compte de la proximité directe de la mer. »

Au lendemain de l'accident, les enquêteurs ont recommandés aux autorités de l'aviation civile de demander aux compagnies aériennes et aux organismes de formation sous leur autorité d'inclure des formations sur la reconnaissance d'une fausse alarme de décrochage pendant les phases de vol à proximité du sol. 
Au cours de l'enquête, l'équipe a également pris connaissance d'une nouvelle procédure de récupération de décrochage émise par Airbus, selon laquelle l'équipage doit minimiser la perte d'altitude en appliquant une poussée maximale et en utilisant un tangage optimal. Si l'avion se trouve à moins de 20 000 pieds (6 000 m), l'assiette recommandée est de 10° à cabrer. 
Le rapport mentionne également l'inefficacité des opérations de sauvetage à Abidjan. Les survivants ont commenté la lenteur des opérations de secours et ont fait valoir que d'autres survivants n'auraient peut-être pas perdu la vie si les sauveteurs étaient arrivés à temps. Le manque d'équipements maritimes, les lacunes au niveau des communications, les conditions météorologiques défavorables et la situation sur le lieu du crash ont contribué à la difficulté de l'opération de sauvetage. La commission a recommandé aux autorités civiles des aéroports proches des côtes de garantir la disponibilité d'un équipement approprié pour faciliter les efforts de recherche et de sauvetage en mer.